# Храм Богородицы Божественной Любви
Храм Божьей Матери Божественной Любви (итал. Santuario della Madonna del Divino Amore) — католический храм в Риме, построенный в 1745 году. Вместе с современной церковью, построенной в 1999 году, образует храмовый комплекс в честь иконы Богородицы Божественной Любви. С 2000 года храм входит в список семи паломнических церквей Рима. В храме хранится особо почитаемый римлянами чудотворный образ Богородицы Божественной Любви. Храм является любимым местом паломничества римлян: в летнее время каждую субботу многие жители города участвуют в ночных шествиях к нему.

## История

### Первое чудо
В 1295 году земли в окрестностях к югу от Рима приобрел некий представитель семейства Савелли-Орсини, который построил здесь замок, окруженный стеной с несколькими башнями. К началу восемнадцатого века усадьба превратилась в руины, а древний комплекс уже представлял собой груду развалин, (видимо, вследствие землетрясения). Одна из сохранившихся сторожевых башен, известная как Кастель-ди-Лева, была украшена средневековой фреской, на которой была изображена сидящая на троне Богородица с младенцем Иисусом на руках. Рядом с нею были запечатлены два ангела, а над головой — голубь. Местные пастухи, которые зимой пасли стада неподалеку, часто встречались здесь, чтобы помолиться перед образом Богоматери. Вскоре здесь произошёл чудесный случай, который изменил жизнь всего округа.
Согласно преданию, весной 1740 года паломник направлялся к Собору Святого Петра и заблудился в пустынных окрестностях Рима, как раз в районе Castel di Leva, примерно в 12-14 км к югу от города. Он хотел было отыскать хоть какой-то дом, чтобы у местных жителей расспросить дорогу, но внезапно подвергся нападению стаи бешеных бродячих собак. Путешественник, отбиваясь от разъярённых псов, в отчаянии обратил свой взор кверху и увидел на башне возле замка образ Богоматери с Младенцем, над которой был изображен Голубь, символ Духа Святого и Божественной Любви. Несчастный взмолился к Пресвятой Деве о помощи, и одичавшие собаки немедленно оставили его в покое и разбежались, будто повинуясь невидимому повелению. На крики паломника сбежались местные жители, оказавшиеся неподалеку, и очень удивились увиденному и услышанному.
С того времени слух о чуде широко распространился, и к этому месту начали стекаться днем и ночью паломники, чтобы помолиться перед чудотворным образом. Молитвенников было так много, что вскоре было принято решение возвести на этом месте храм. Папа назначил для руководства проектом архитектора Филиппо Рагуццини. Изображение на время строительства было пока перенесено в другой собор. Храм был построен уже в 1744 году, и в Пасхальный понедельник 19 апреля 1745 святое изображение Богородицы было торжественно возвращено и помещено в новую церковь. По этому случаю было организовано праздничное шествие — образ до его нового «дома» сопровождала гигантская толпа римлян и жителей окрестностей с хоругвями и прочими атрибутами, как сообщают летописи тех времен. По этому случаю папа Бенедикт XIV предоставил индульгенцию всем участникам шествия, а также тем, кто посетил священный образ в любой из семи дней после его переноса в новый храм. 31 мая 1750 Юбилейного года, кардинал Карло Реццонико — будущий Папа Климент XIII — освятил церковь и её большой алтарь, посвятив их Богородице Божественной Любви.
В последующие столетия, несмотря на временные периоды запустения храма, связь между Вечным Городом и храмом Богородицы становилась все крепче.

### XX век в истории храма

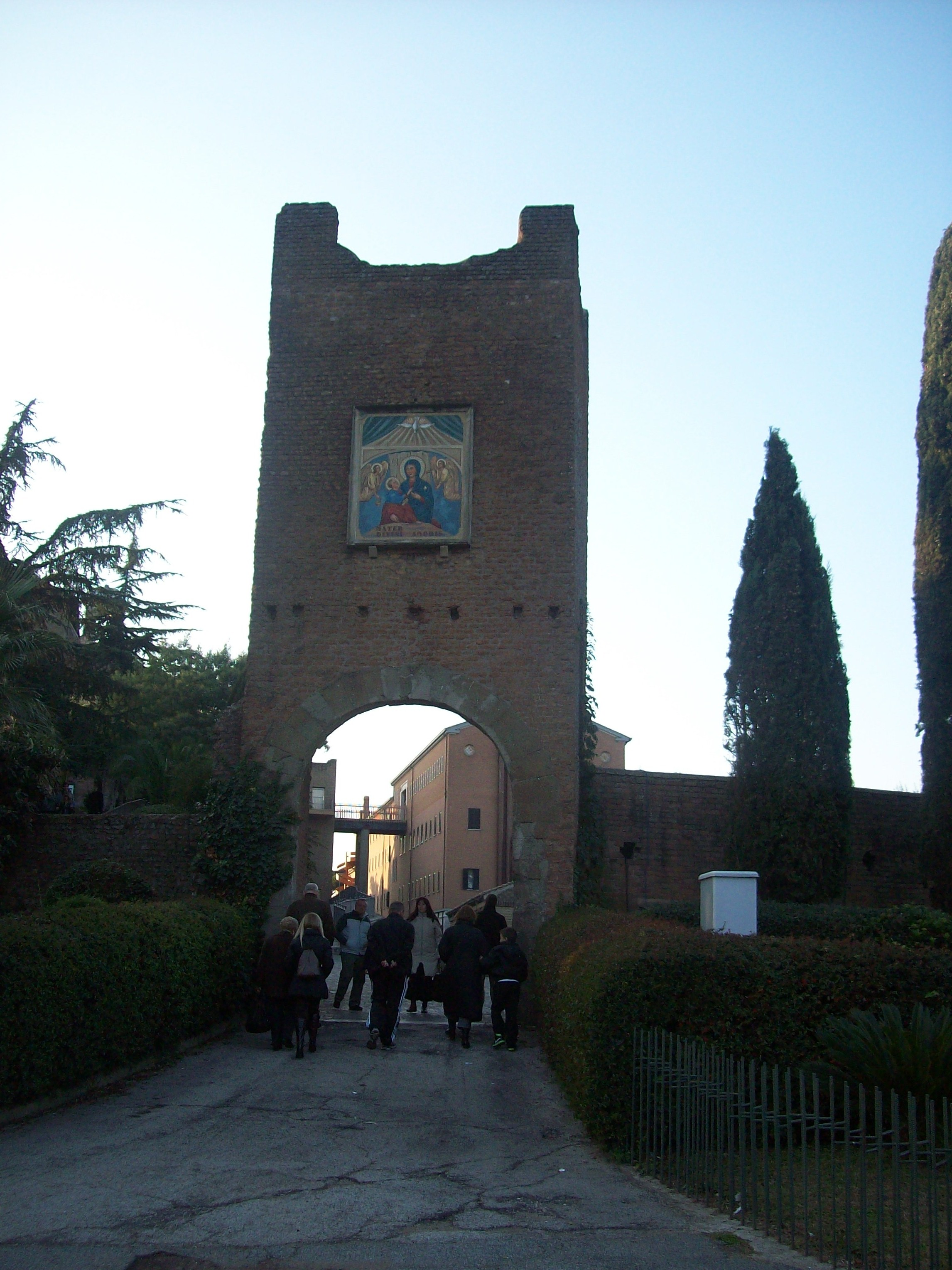
Чудесная башня

В 1930-х годах пастор храма, молодой священник отец Умберто Теренци (сейчас идет процесс его канонизации) попал в страшную автомобильную аварию в непосредственной близости от храма и чудом выжил. Впоследствии он не мог объяснить это ничем иным, как только вмешательством самой Богородицы, чей образ стоял в тот момент перед его глазами.
Римские события Второй мировой войны также тесно связаны с Богородицей Божественной Любви. После того, как 8 сентября 1943 года во время воздушной атаки площадь перед храмом очень сильно пострадала и была практически уничтожена, — из соображений безопасности образ Божией Матери был перевезен из её родного храма в Рим. В период многомесячной нацистской оккупации, римляне неустанно обращались к Пресвятой Деве с молитвой об избавлении от новых скорбей, особенно после разрушения бомбардировками союзников целого городского квартала (Сан-Лоренцо). Положение на фронте обострялось, союзные войска были близко. На подступах к Риму шли ожесточенные бои, некоторые населенные пункты неподалеку уже были полностью уничтожены бомбардировками фашистской и союзных армий. Папа Пий XII, отлично понимая, что близится неминуемое сражение за Рим между нацистами и союзниками, призвал жителей города помолиться о спасении родного города.
Повинуясь призыву папы, на протяжении всей октавы Пятидесятницы (8-дневный период между праздником и днём, завершающим октаву), верующие собирались и молились об освобождении своего города ежедневно с 28 мая по 4 июня 1944 года в римской церкви Св. Игнатия перед чудотворным образом, доставленным из храма, принося обеты послушания Деве Марии и обязательства обновить Её Храм. Газеты сообщали, что ежедневно на этом молебне присутствовало по меньшей мере 15 000 человек на протяжении всей недели, и храм не мог вместить всех желающих — люди целыми днями молились на площади перед собором, на улицах, у Собора Св. Петра и на других площадях. В эти дни, по словам очевидцев, Рим был похож на одно большое море людей, одновременно вышедших на улицы города. Была организована процессия, и образ Богородицы Божественной Любви был торжественно пронесен по всему городу.
На восьмой день (в последний день октавы) судьба города решилась — до 18 часов 4 июня жители всё ещё молились, а около 19 часов вечера того же дня немцы внезапно покинули подступы к Риму без единого выстрела: молитвы римлян были услышаны. Союзные войска через неделю мирно вступили в город. Таким образом, не было пролито ни единой капли крови — Вечный город, в котором находятся десятки тысяч ценнейших исторических и культурных объектов, шедевров архитектуры и искусства, античных и средневековых памятников европейской цивилизации, христианских реликвий и святынь, был спасен от разрушения и сохранен для будущих поколений человечества, в отличие от многих городов Италии и Европы, практически полностью уничтоженных и стертых с лица земли в ходе бомбардировок и ожесточенных боев с фашистами во время войны. Жители Рима были абсолютно уверены, что именно заступничество Богородицы спасло их город.
Фотографии из архива, запечатлевшие молитвенное прошение горожан в июне 1944 года перед святым образом Девы Марии Божественной Любви (с официального сайта Храма Богородицы Божественной Любви)
Папа римский отслужил благодарственный молебен Деве Марии за то, что в очередной раз за долгие годы существования Рима она спасла Священный город от неминуемой гибели. 12 сентября 1944 года изображение Богородицы Божественной Любви было опять торжественно пронесено через весь город и возвращено «домой» — в храм Божественной Любви. В процессии участвовали тысячи благодарных римлян. Рядом с главным входом в церкви Св. Игнатия теперь находится мемориальная доска в память о тех днях интенсивной и неустанной молитвы, как свидетельство великой веры римского народа.
Однако жители Рима смогли отблагодарить Божью Матерь за сохранение своего города лишь спустя полвека. Финансовые трудности не позволили им сдержать свои обеты по обновлению Её храма. Прошли годы, и только в 1996-м году было начато строительство нового храма к Великому Юбилею 2000 года. Перед тем Папа Иоанн Павел II трижды посетил Храм Богородицы Божественной Любви: 1 мая 1979, 7 июня 1987 года и 4 июля 1999 для освящения нового храма. Помимо строительства новой церкви для храмового комплекса Богородицы, папа римский сделал ещё один благодарственный подарок Деве Марии, спасительнице Рима — к 2000 году в честь наступления Великого Юбилейного года он включил Её Храм Божественной Любви в список семи паломнических церквей Рима (вместо Собора Св. Себастьяна за стенами).
Новая церковь сегодня может вместить более 1500 паломников. Её возвели у подножия холма, недалеко от древних стен, не нарушив монументального комплекса XVIII века. Новый храм был построен по проекту монаха-францисканца и священника отца Костантино Руджери (1925—2007) — художника, скульптора и витражиста.

## Интерьер церкви

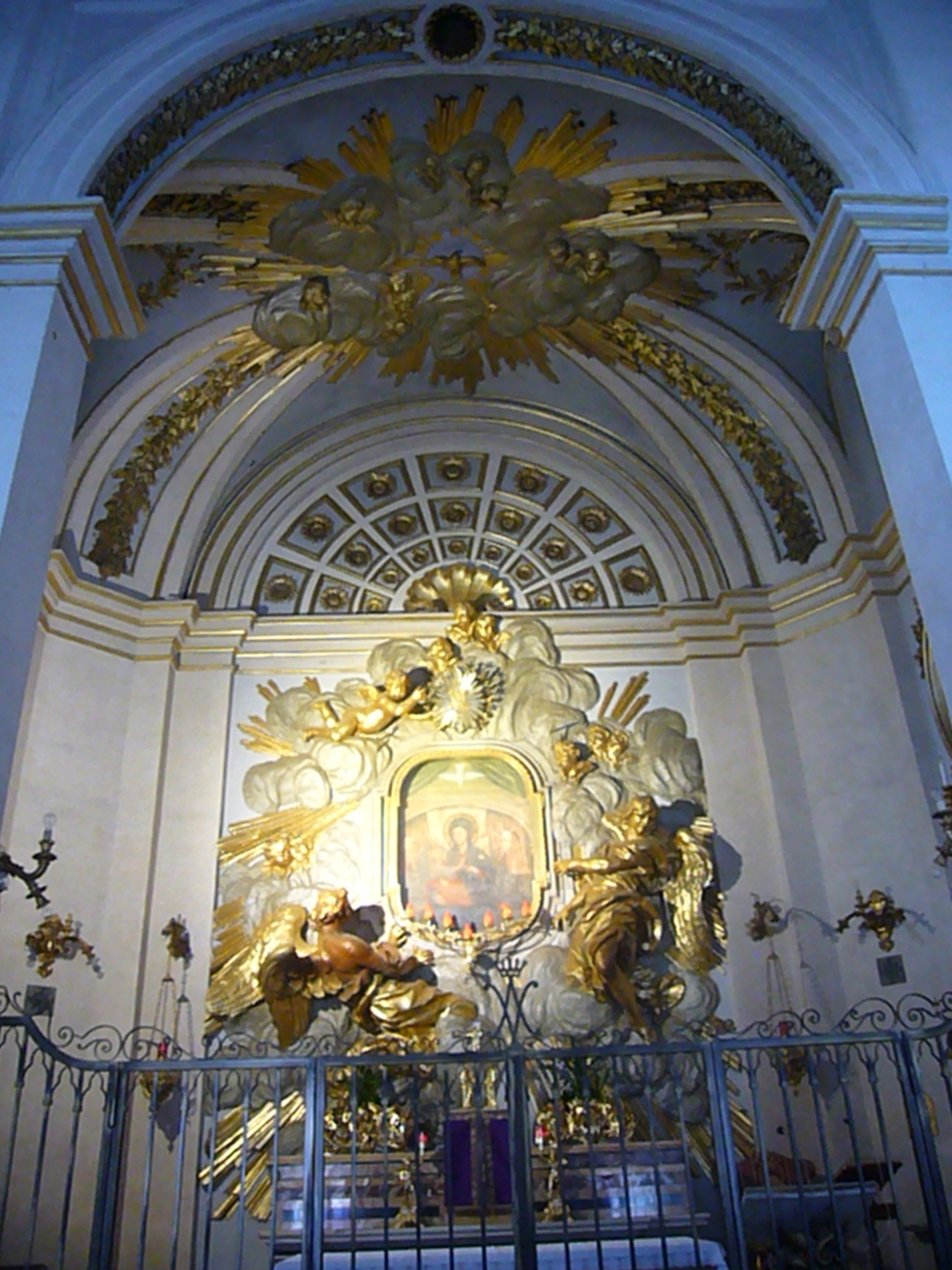
Алтарь Богородицы Божественной Любви

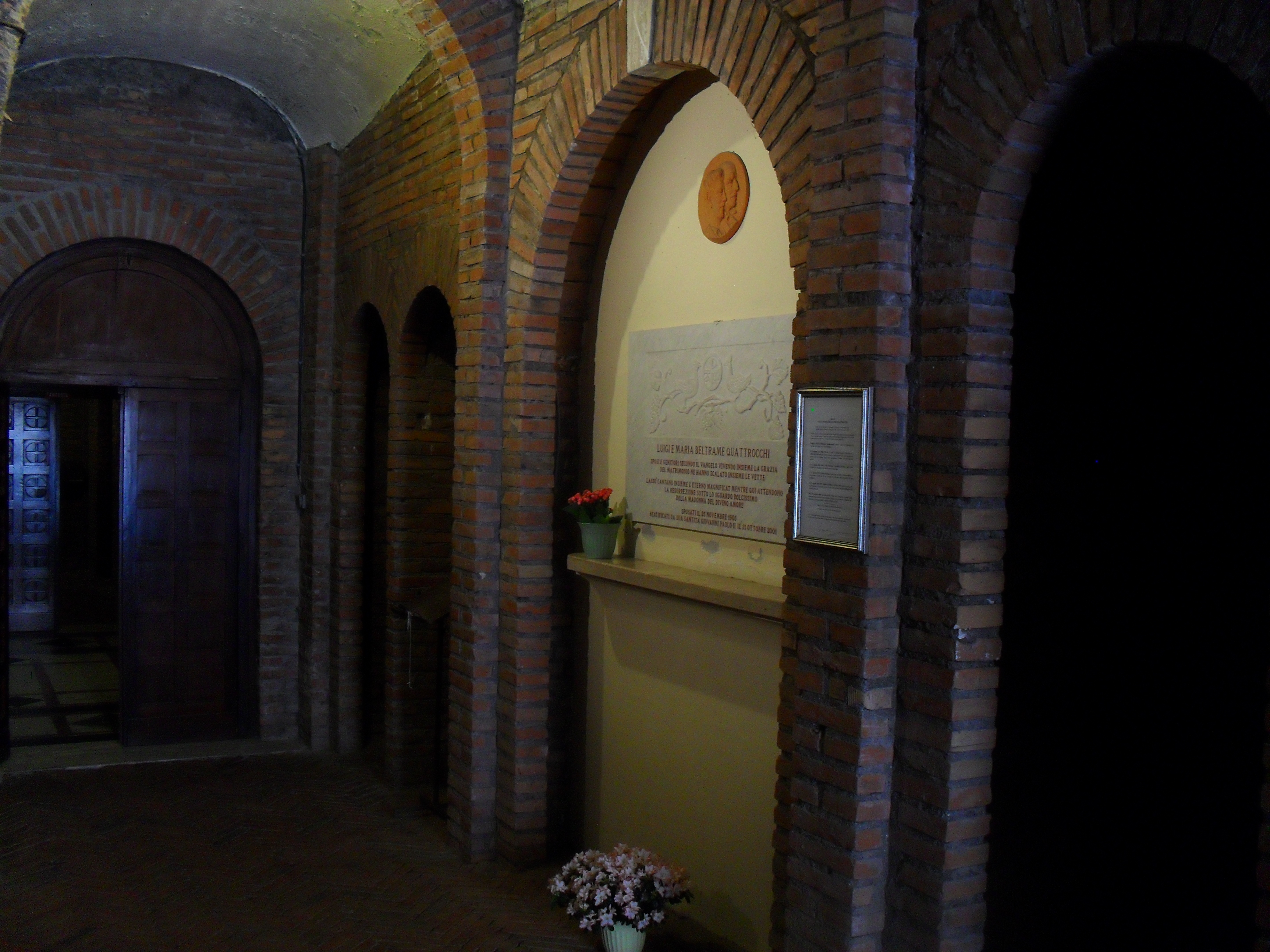
Крипта Блаженного Луиджи Бельтраме Куаттрокки и его жены Блаженной Марии Корсини Бельтраме Куаттрокки

Чудотворный образ располагается над алтарем храма. Современные мозаики в апсиде изображают Христа и чудо спасения паломника.
В крипте покоятся останки супружеской пары — Блаженного Луиджи (Алоизия) Бельтраме Куаттрокки и его жены Блаженной Марии Корсини Бельтраме Куаттрокки, умерших в 1951 году и в 1965 гг. соответственно. Супруги при жизни совершили массу добрых христианских дел, вели активную просветительскую, подвижническую и организаторскую деятельность в Католической церкви, воспитали четверых детей, трое из которых стали монахами и священнослужителями. После их смерти, когда по молитве прихожан у могилы супругов совершилось несколько чудес, которые были официально зафиксированы, расследованы и признаны церковью, — тогда был начат процесс совместной беатификации пары.
Они были причислены к лику блаженных 21 октября 2001 года Папой Иоанном Павлом II, и это был первый случай в истории, когда супружеская пара была беатифицирована вместе. Их мощи были перенесены сюда 28 октября 2001 г. День почитания Бл. Луиджи и Марии Корсини Бельтраме Куаттрокки установлен Католической церковью 25 ноября, в день их свадьбы.
Позади часовни находится лестница, которая ведет вниз к воротам башни, где в 1740 году произошло чудесное спасение Богородицей паломника от собак.

## Священные представления и спектакли

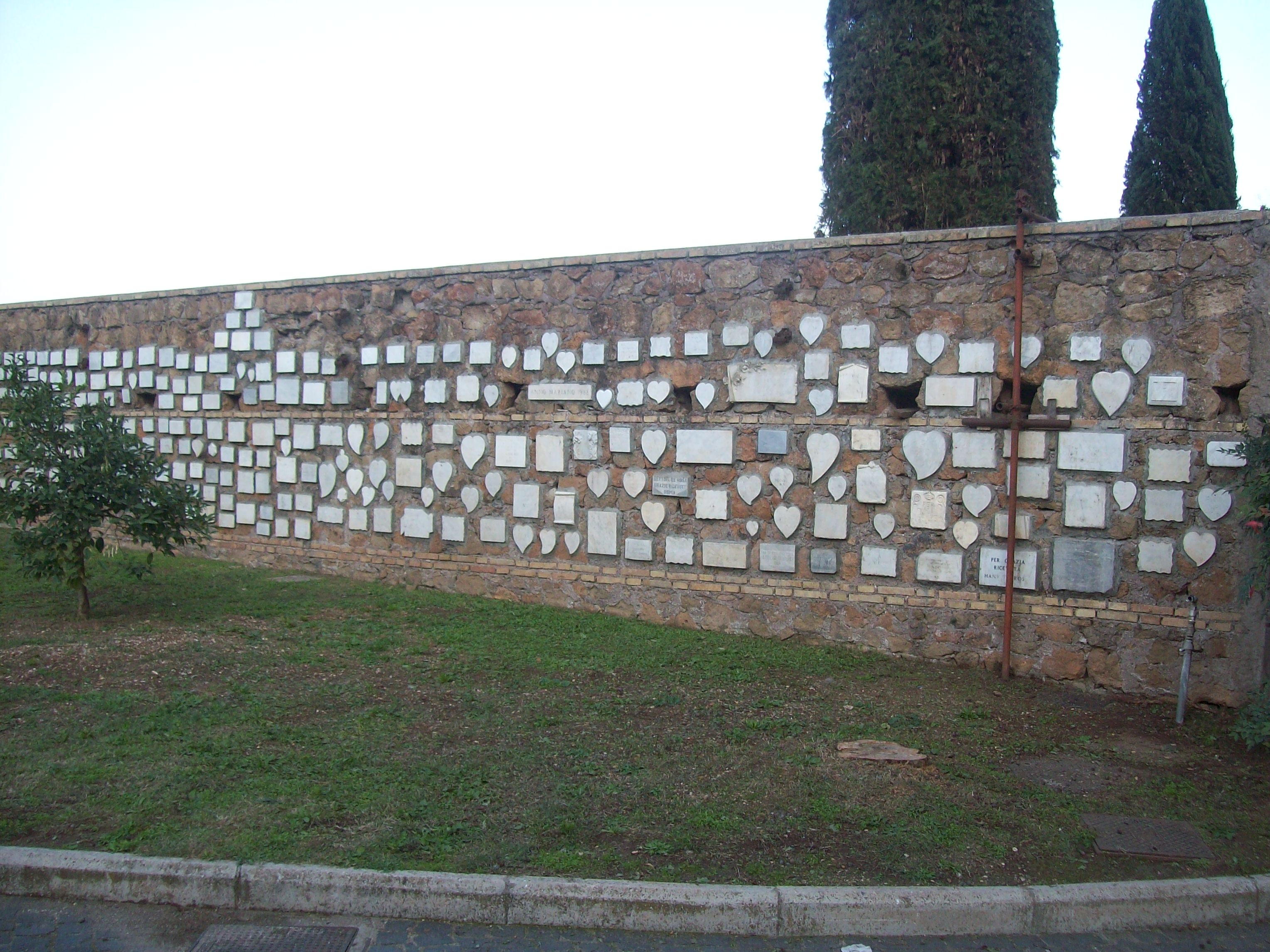
Стена с обетами и обетными дарами

Каждый год, в Вербное воскресенье и в Страстную пятницу, рядом с храмом Божьей Матери Божественной Любви римляне устраивают театр под открытым небом, где они ставят и играют «Священные» спектакли, посвящённые последним событиям и стояниям (Via Crucis) Крестного Пути Спасителя.
Сотни людей участвуют безвозмездно в этих спектаклях, которые проводятся в ночное время на холмах вокруг храма. Здесь можно вспомнить и увидеть последние события из жизни Иисуса: Вход Господень в Иерусалим, Тайную Вечерю, предательство Иуды и арест Иисуса Христа, суд Синедриона, допрос Иисуса Понтием Пилатом, бичевание и увенчание венцом с шипами, несение Креста, выбор толпы распять Иисуса вместо Вараввы, восхождение Иисуса на Голгофу, встреча им женщин Иерусалимских, и, наконец, распятие Иисуса (между двумя разбойниками), обещание Царства Божия раскаявшемуся разбойнику, смерть на Кресте, погребение, Воскресение и Вознесение Иисуса. Спектакли сопровождаются спецэффектами, (такими, как создание полнолуния, спецосвещения, присутствия римских солдат и т. д.), фейерверками, сменой сложных декораций и костюмов.

## Почитание образа Богородицы Божественной Любви

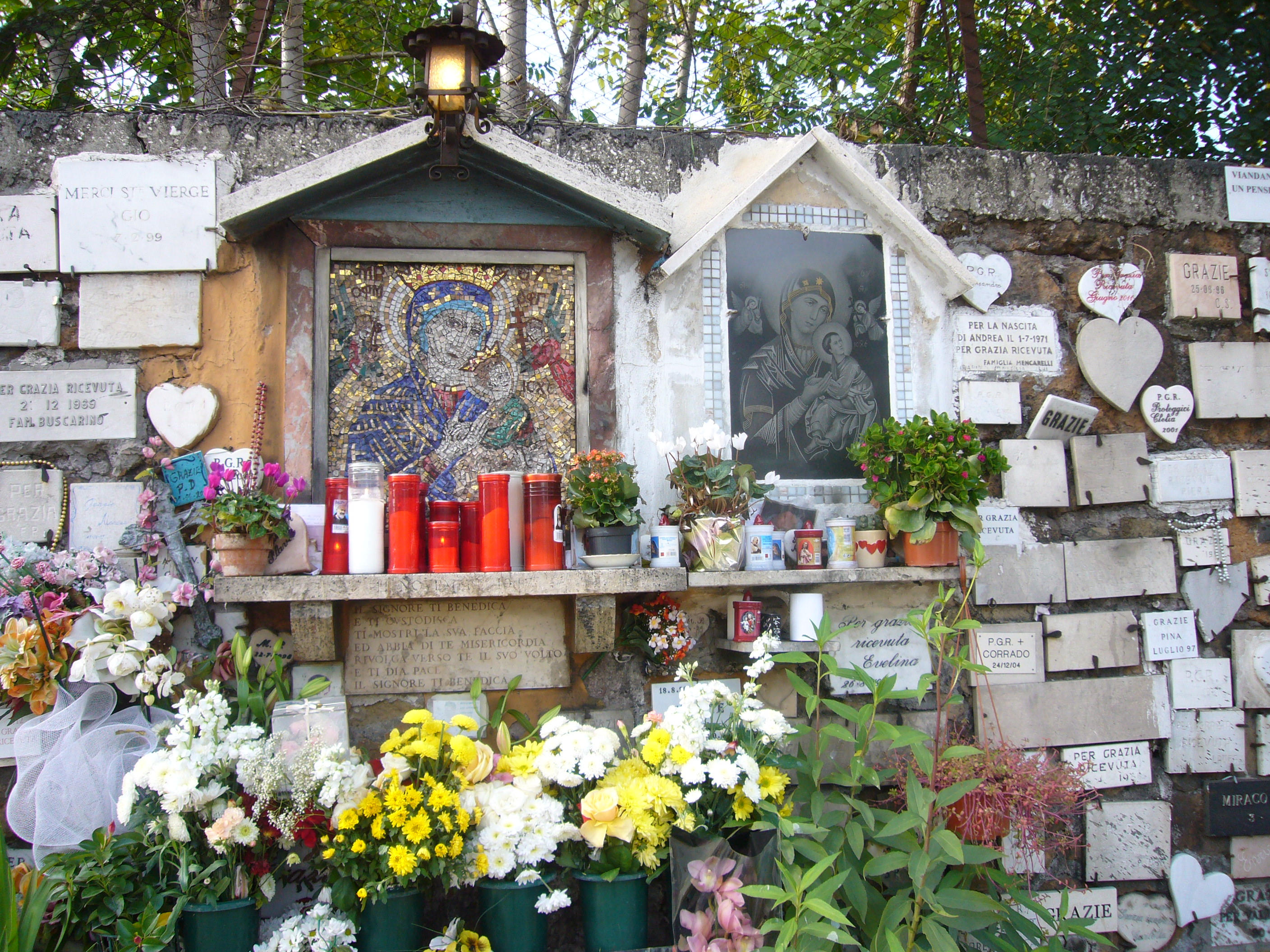
Римские небольшие алтари и капеллы, посвященные Богородице Божественной Любви

13 мая 1883 года образ Богородицы Божественной Любви был коронован по указанию папы римского Льва XIII, согласно имеющейся в католической церкви традиции коронования особо чтимых изображений.
Любовь и преданность римского народа образу Богородицы Божественной Любви можно также воочию увидеть благодаря многочисленным небольшим капеллам, алтарям и павильонам с Её изображением, разбросанным по всему городу, на перекрестках, в скверах, парках и даже во дворах. Стены этих малых алтарей увешены тысячами табличек, записок и обетных даров от верующих Богородице и Её образу в благодарность за помощь и заступничество. Здесь всегда можно видеть живые цветы, свечи, украшения и другие знаки внимания.
Сам же Храм Богородицы Божественной Любви, где находится это почитаемое изображение Богородицы, издавна является любимым местом паломничества римлян. Начиная с XIX века, сформировалась традиция субботнего массового шествия к Храму. Так и в настоящее время — каждую субботу, начиная с Пасхальной недели и до конца октября, здесь можно видеть сотни и тысячи людей, совершающих ночное паломничество к храму. В полночь процессия отправляется пешком от площади Porta Capena, что находится недалеко от Большого Цирка (Circo Massimo). На рассвете, пройдя 14 км, путники достигают Храма Богородицы Божественной Любви, где потом и служат утреннюю мессу. Некоторые из паломников часто проделывают этот путь босиком, а последние метры до храма многие преодолевают на коленях. В этих шествиях наравне с римской молодежью участвуют даже дети, старики, многочисленные туристы и паломники со всех уголков земного шара.

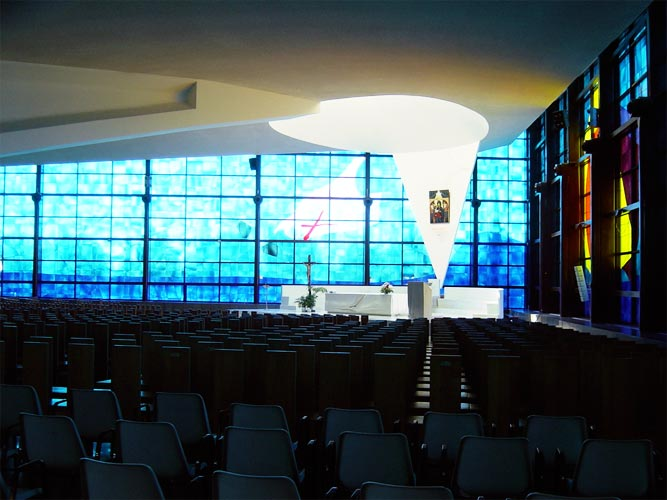
Интерьер новой церкви
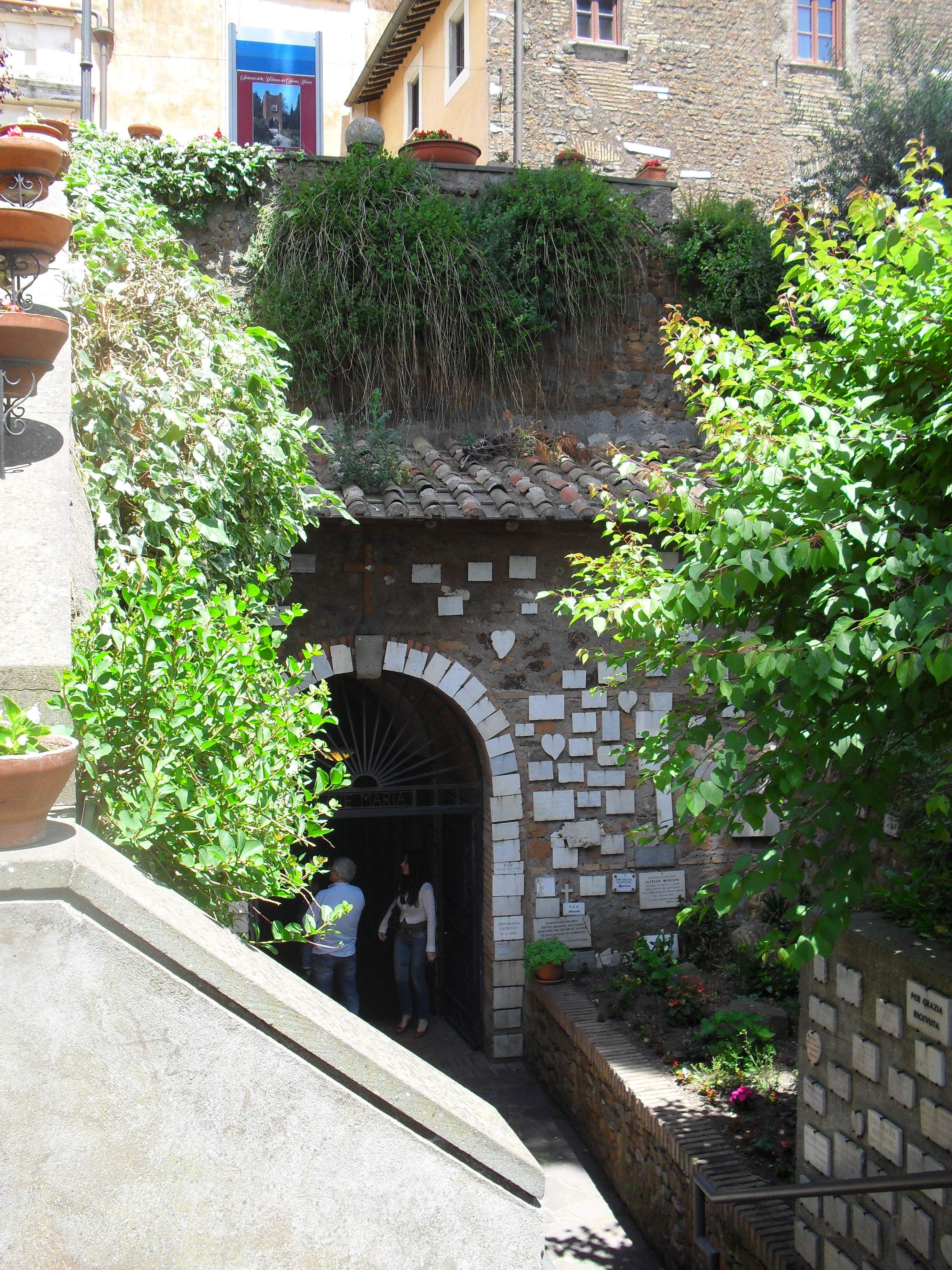
Вход в крипту Бл. Луиджи Б.Куаттрокки и его жены Бл.Марии